# Инсайдерские угрозы
Инсайдерские угрозы — это вредоносные для организации угрозы, которые исходят от людей внутри организации, таких как работники, бывшие работники, подрядчики или деловые партнеры, у которых есть информация о методах безопасности внутри организации, данных и компьютерных системах.
Угроза может включать мошенничества, кражи конфиденциальной и коммерчески ценной информации, воровство интеллектуальной собственности, либо саботаж компьютерных систем.

## Обзор
Инсайдеры могут иметь пароли, дающие им законный доступ к компьютерным системам, который был им дан для выполнения своих обязанностей, такие разрешения могут быть использованы во вред организации. Инсайдеры часто знакомятся с данными и интеллектуальной собственностью организации, а также с применяемыми методами их защиты. Это упрощает инсайдеру обходить известные ему контроли безопасности.
Физическая близость к данным означает, что инсайдерам не нужно взламывать организационную сеть через внешний периметр путём обхода брандмауэров, скорее они уже находятся в здании, часто с прямым доступом к внутренней сети организации. От внутренних угроз труднее защищаться, чем от посторонних, так как инсайдер имеет законный доступ к информации и активам организации.
Инсайдер может попытаться украсть имущество и информацию в личных интересах или в интересах другой организации или страны. Угроза организации может также проводиться посредством вредоносных программ, оставленных на своих компьютерных системах бывшими сотрудниками, так называемая логическая бомба.

## Исследовательские центры
Инсайдерские угрозы является активной областью исследований в академических кругах и правительстве.
Координационный центр CERT Университета Карнеги-Меллон поддерживает Центр Инсайдерской Угрозы CERT, который включает в себя базу данных, содержащую более 700 дел, внутренних угроз, в том числе случаев мошенничества, хищений и диверсий; база данных используется для исследований и анализа. Команда Инсайдерких Угроз CERT также осуществляет информационный блог, чтобы помочь организациям и предприятиям защитить себя от инсайдерских преступлений.

## Результаты исследований
В отчёте об инсайдерских угрозах в финансовом секторе США, опубликованном в июле 2012 года, даны некоторые статистические данные об инцидентах инсайдерских угроз:
- 80 % вредоносных деяний были совершены на работе в рабочее время;
- 81 % виновных лиц планировали свои действия заранее, 33 % преступников были описаны как «сложные» и 17 % — как «недовольные».
- Инсайдерскими были определены 74 % случаев.
- В 81 % случаев мотивом служил Финансовый выигрыш, в 23 % случаев — месть, и у 27 % людей, осуществляющих злоумышленные акты, в то время были в финансовые трудности.

Научно-исследовательский Центр Безопасности Персонала Министерства Обороны США опубликовал отчет, который описывает подходы для обнаружения внутренних угроз. Ранее он опубликовал десять тематических исследований инсайдерских атак специалистов в области информационных технологий.
Криминалистическое расследование инсайдерской кражи данных чрезвычайно трудно и требует новых методов, таких как стохастическая криминалистика.